# 스테퍼니 쇼스택
스테퍼니 쇼스택(영어: Stephanie Szostak, 1975년 11월 5일 ~ )은 프랑스 출신의 미국 배우이다.

## 출연 작품

### 영화
- Life in Flight (2008)
- 디너 게임 (2010)
- R.I.P.D.: 알.아이.피.디. (2013) - 줄리아 역
- Half the Perfect World (2016) - 리디아 역

### 텔레비전
- 새티스팩션 (2014-15, Satisfaction)
- 어 밀리언 리틀 씽즈 (2018-23)